# Hoorn (Alphen aan den Rijn)
Hoorn is een wijk en buurtschap in de gemeente Alphen aan den Rijn, in de Nederlandse provincie Zuid-Holland.
Hoorn lag van oorsprong net buiten de stad Alphen aan den Rijn, aan de rivier de Oude Rijn. Hierlangs lag onder andere de buitenplaats Swanendrift. Tegenwoordig ligt het in het verlengde van de stad en kan het als onderdeel van de stad worden gezien. Hoorn wordt dan vaak niet meer als eigen buurt gezien, ook omdat er veel nieuwbouw is gepleegd.
De oude bewoning is nog een beetje terug te zien aan de weg Hoorn. In de loop van de negentiende en twintigste eeuw is de haven van Hoorn steeds meer uitgebreid naar een grote haven, de Rijnhaven, niet te verwarren met de Rijnhaven van Rotterdam. In de polder van Hoorn werd een industriegebied aangelegd en in het oosten werd er nieuwbouw gepleegd als onderdeel van stad Alphen aan den Rijn.
De wijk is opgedeeld in de volgende buurten:
- Leidse Schouw
- Rijnhaven
- Zeeheldenbuurt
- Bomenbuurt
- Bospark

Het Bospark is het grote groengedeelte van de wijk.